# Красная Поляна (Старошайговский район)
Кра́сная Поля́на — посёлок в Старошайговском районе Мордовии в составе Старошайговского сельского поселения.

## География
Находится на расстоянии примерно 3 километра по прямой на юго-восток от районного центра села Старое Шайгово.

## История
Основан в 1923 году переселенцами из села Старое Шайгово. В 1931 году учтён 61 двор.

## Население
Постоянное население составляло 46 человек (мордва-мокша 96 %) в 2002 году, 26 в 2010 году.
| 2002 | 2010 |
| ---- | ---- |
| 46   | ↘26  |